# Debelets

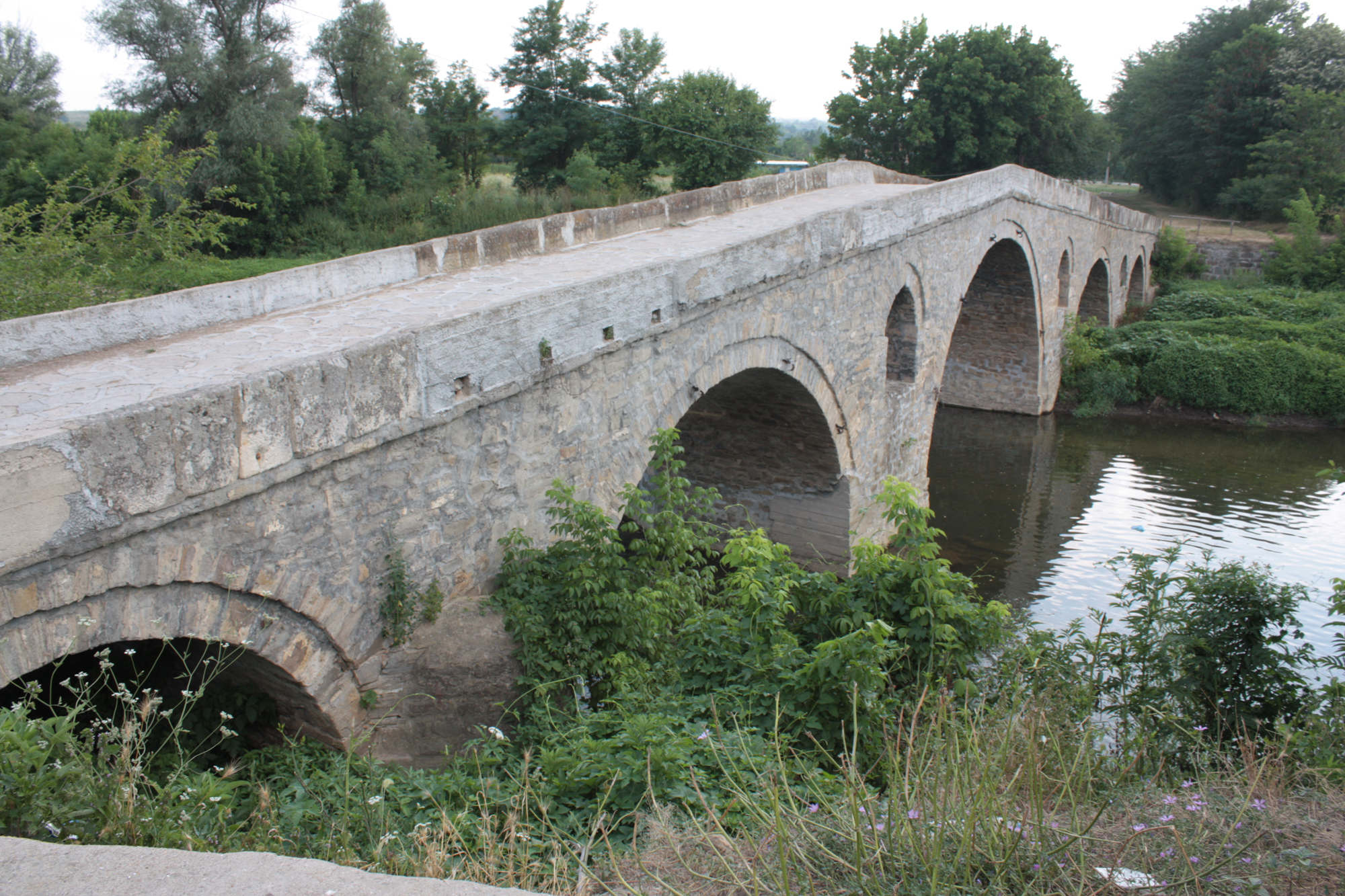
Le pont de Debelets, datant du XVIIe siècle

Debelets (en bulgare : Дебелец) est une ville située au nord de la Bulgarie, dans l'obchtina de Veliko Tarnovo, dans l'oblast du même nom.